# Canberra United FC
El Canberra United Football Club es un club de fútbol femenino con base en Canberra, Australia. Fue fundado en 2008 y actualmente juega en la A-League Women, máxima categoría del fútbol femenino en Australia. Hace de local en el McKellar Park, con una capacidad para 3500 espectadores.
Es el único club de la A-League Women que no está afiliado a ningún equipo de la A-League masculina. En su primera temporada, el United fue subcampeón, y en 2012 y 2014 ganaron la liga.

## Temporadas
| Temporada | Posición | Eliminatorias |
| --------- | -------- | ------------- |
| 2008-09   | 3.º      | Subcampeón    |
| 2009      | 4.º      | Semifinales   |
| 2010-11   | 3.º      | Semifinales   |
| 2011-12   | 1.º      | Campeón       |
| 2012-13   | 5.º      | -             |
| 2013-14   | 1.º      | Semifinales   |
| 2014      | 3.º      | Campeón       |
| 2015-16   | 2.º      | Semifinales   |
| 2016-17   | 1.º      | Semifinales   |
| 2017-18   | 5.º      | -             |
| 2018-19   | 8.º      | -             |
| 2019-20   | 6.º      | -             |
| 2020-21   | 4.º      | Semifinales   |
| 2021-22   | 7.º      | -             |
| 2022-23   | 5.º      | -             |